# 夜明けの夢
「夜明けの夢」（よあけのゆめ）は、1971年12月5日に発売された和田アキ子の10枚目のシングル。

## 解説
- 作詞は阿久悠、作曲は都倉俊一。
- オリコンチャートでは最高位10位を記録。「天使になれない」以来のオリコントップ10入りとなるが、以後和田の単独名義作品のトップ10入りは途絶えている（コラボレーションも含めれば、本楽曲のトップ10入りから33年5ヶ月が経った2005年7月にm-floとのコラボ曲「Loop In My Heart/HEY!」が最高9位を記録し、トップ10入りを果たしている）。
- カップリングの『翼もないのに』は「ジャンプ・アップ・アコのテーマ」の副題がついており、作家陣による和田への応援歌となっている。

## 収録曲
（全作詞：阿久悠／作曲・編曲：都倉俊一）
1. 夜明けの夢 [2:42]
2. 翼もないのに [2:24]
  - ニッポン放送ラジオ番組『ゴッドアフタヌーン アッコのいいかげんに1000回』テーマ曲。